# HD 175167 b
HD 175167 b是一顆孔雀座的太陽系外行星，母恆星是黃矮星HD 175167，距離地球約219光年。該行星是由由麥哲倫行星搜尋計畫的資料分析確認符合克卜勒軌道模型後發現。在經過對母恆星13次徑向速度量測後，確認該行星質量至少是木星的7.8倍，並且是高離心率軌道。它的軌道週期是3.53年。